# زبان وا
زبان وا (Va) یک زبان آستروآسیایی است که توسط مردم وای میانمار و چین گفتگو می‌شود. این زبان دارای حدود ۱ میلیون گویشور و سه گویش است که گاه هر کدام یک زبان مجزا تلقی می‌شوند. این زبان در ایالت وای میانمار رسمی است.